# Boris Jarak
Boris Jarak (Dubrovnik, 19 de abril de 1963) é um ex-handebolista profissional croata, medalhista olímpico pela Seleção Iugoslava em 1988. 
Boris Jarak fez parte do elenco medalha de bronze de Seul 1988. Em Olimpíadas jogou 2 partidas.

## Títulos
- Jogos Olímpicos:
  - Bronze: 1988